# Funaafou
Funaafou o Funa'afou es una isla artificial construida en el arrecife de la laguna Lau frente a la costa noreste de la isla Malaita. Administrativamente, se encuentra en la Provincia de Malaita de las Islas Salomón. La isla Funa'afou, que está cerca del borde del Pasaje Makwanu, tiene unos 200 habitantes. Es la primera isla artificial construida en la laguna de Lau. Según la historia, la gente de la tribu Baleo son los primeros descendientes de las islas Funafou.